# Leprosy
Leprosy (с англ. — «Проказа») — второй студийный альбом американской дэт-метал-группы Death, выпущенный в 1988 году.
Альбом сразу стал важной вехой в развитии не только коллектива, но и дэт-метала в целом. Песни, подобные Pull The Plug, остаются олицетворением стиля дэт-метал. На Leprosy особое внимание уделено ритм-секции и вокальным партиям, причём группа сделала значительный шаг вперёд в своём развитии. Лирика, написанная Чаком Шульдинером, гораздо серьёзнее и «социальнее» предшественника.

## История альбома
После выхода довольно неординарного дебютного альбома Scream Bloody Gore, группой стали всерьёз интересоваться. Появились приглашения от организаторов концертов и звукозаписывающих лейблов и Шульдинер понимал, что для настоящего шага вперёд необходимы кардинальные перемены в составе. Поэтому, для записи второго полноформатного альбома, Чак пригласил гитариста Рика Розза (Rick Rozz), барабанщика Билла Эндрюса (Bill Andrews) и бас-гитариста Тэрри Батлера (Terry Butler). Но несмотря на наличие Батлера в составе, все партии бас-гитары, как и на дебютном альбоме, были записаны самим Шульдинером. 
В плане музыки «Leprosy» был большим шагом вперед.
Из интервью с Джимом Моррисом, владельцем звукозаписывающей студии Morrisound, на которой проходила запись альбома:

«С самого начала я понял, что Death — особенная группа. Они сочиняли отличные гитарные партии, а вокал Чака был чем-то совершенно новым. Эти две составляющие и стали залогом успеха Death. „Leprosy“ был первым альбомом, который был записан здесь. […] Чак был из тех музыкантов, которые приходят в студию во всеоружии. Он очень тщательно обрабатывал каждое демо, которое любые другие музыканты не задумываясь поместили бы на альбом. Как продюсер, я больше заботился о технической стороне записей Death. Иногда мы вносили небольшие изменения в композиции, но в основном, мы воплощали то, что было у Чака в голове. Он всегда точно знал, как должна звучать его запись, и он не отступал и не отдыхал, пока не добивался желаемого».

Заглавный трек альбома — «Leprosy» — основан на событиях фильма Джона Карпентера «Туман», в котором повествуется о людях, находящихся на карантине в лепрозории. Песня «Pull the Plug» стала настоящим «хитом» в андеграундных кругах и композицией, довольно часто исполнявшейся на концертах.

## Обложка
Обложка альбома нарисована известным художником-оформителем Эдвардом Джей Репка, известным своими работами для группы Megadeth.
Репка вспоминает:

«Я был внештатным художником Relativity/Combat Records, и они попросили меня поработать над обложкой Scream Bloody Gore для их новой команды под названием Death, — вспоминает Репка. — Тогда мне впервые пришлось рисовать живых мертвецов, и это было очень весело. Музыкантам понравился мой рисунок, и они захотели, чтобы для их следующего альбома обложку рисовал снова я. Когда появился Leprosy, я уже понимал, что Death ждет успех, но я и подумать не мог, что с них начнется все это дэт-метал-движение».

«Мне просто было сказано нарисовать что-нибудь про прокаженных, — заметил Репка. — Это была моя худшая фантазия на тему, как должен выглядеть прокаженный. Я сфотографировал себя на Полароид в халате и с полотенцем на голове, и это стало основой рисунка. Изобразить настоящего прокаженного было бы безвкусно да, наверное, и не так интересно. Это моя любимая работа для Death — получился очень доходчивый и сильный образ».

## Список композиций
| №                   | Название            | Длительность |
| ------------------- | ------------------- | ------------ |
| 1.                  | «Leprosy»           | 06:20        |
| 2.                  | «Born Dead»         | 03:27        |
| 3.                  | «Forgotten Past»    | 04:36        |
| 4.                  | «Left To Die»       | 04:38        |
| 5.                  | «Pull The Plug»     | 04:27        |
| 6.                  | «Open Casket»       | 04:56        |
| 7.                  | «Primitive Ways»    | 04:33        |
| 8.                  | «Choke on It»       | 05:54        |
| Общая длительность: | Общая длительность: | 38:51        |

## В работе над альбомом участвовали
- Чак Шульдинер — гитара и вокал; автор музыки и всех текстов: бас-гитара
- Рик Розз (настоящее имя: Фредерик ДеЛилло) — гитара, автор музыки
- Билл Эндрюс — ударные
- Эдвард Репка — дизайн обложки